# Rio Baker

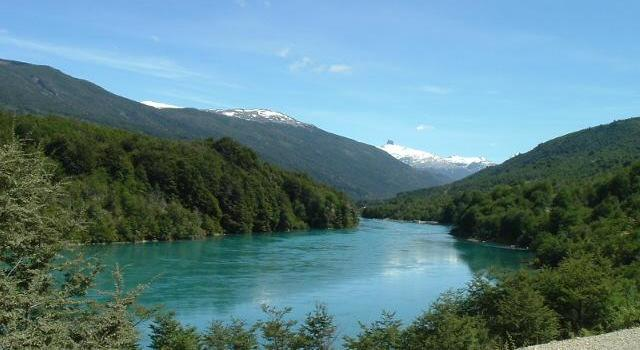
Vista do Rio Baker

O Rio Baker é um rio do sul do  Chile que escorre pela zona sul da região de Aisén. o vale do rio é um território  excepcional pela sua  heterogeneidade, singularidade, qualidade ambiental, importância social e territorial dos sistemas aquáticos que o constituem.
Nasce no extremo meridional do Lago Bertrand, no sudoeste do  Lago General Carrera. Tem uma extensão total de 370 km. Desde o Lago General Carrera ( o segundo maior da América do Sul )até sua desembocadura mede somente 175 km; o resto se considera até o ponto mais afastado do qual provém, que é o Rio  Fénix Chico, tributário do lago
O Rio Río Baker foi batizado em homenagem ao Almirante Sir Thomas Baker, Chefe da Esqudra Inglesa no Pacífico Sul.